# Enzo Avitabile Music Life
Enzo Avitabile Music Life è un docufilm italiano del 2012, diretto da Jonathan Demme.

## Trama
Viaggio musicale con Enzo Avitabile, racconti ed esecuzioni live, il tutto diretto dal regista Jonathan Demme. Il lungo percorso del sassofonista partenopeo, l'infanzia a Marianella, quartiere della periferia nord di Napoli, il diploma conseguito al conservatorio di San Pietro a Majella. Avitabile suona vari generi musicali che vanno dalla world music alla jazz fusion. Nel 1979 la sua partecipazione nel secondo e omonimo album di Pino Daniele, gli anni '80, segnano i suoi inizi da solista e le collaborazioni con artisti di fama, come James Brown e Tina Turner, Randy Crawford, Afrika Bambaataa, oltre ad aver duettato sul palco di Umbria Jazz con Maceo Parker.